# Freilichtbühne Stedingsehre

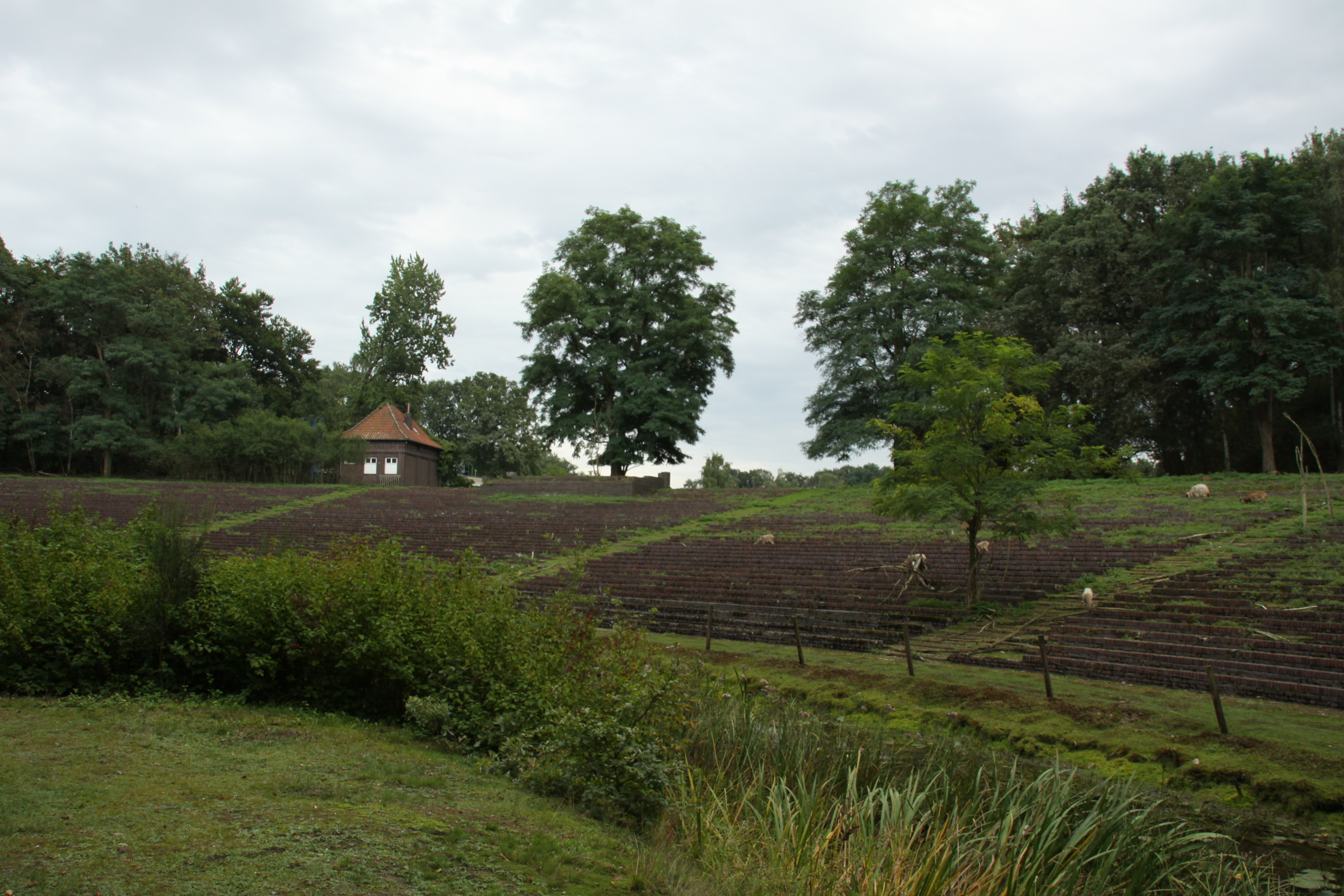
Weitläufige Tribüne der Freilichtbühne mit vorgelagertem Wassergraben (2010)

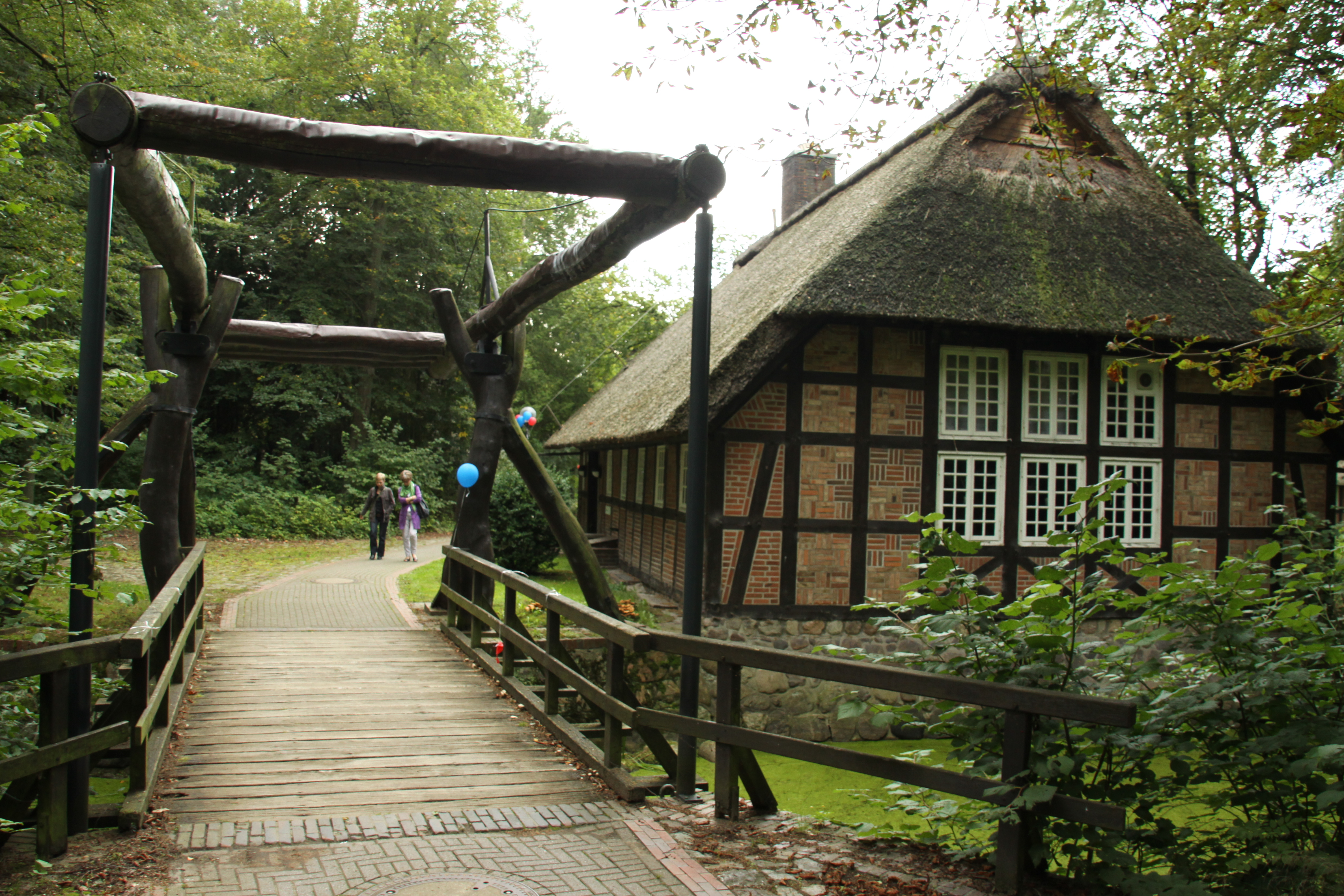
Gebäude der Anlage (2010)

Die Freilichtbühne Stedingsehre ist eine ehemalige NS-Kultstätte im Rahmen der Thingbewegung im Ortsteil Bookholzberg der Gemeinde Ganderkesee. Sie sollte der weltanschaulichen Schulung der politischen Elite der Nationalsozialisten dienen. Der Name bezog sich auf den Stedingerkrieg. Die Freilichtbühne fasst mehr als 20.000 Menschen. Sie wird nicht mehr genutzt.

## Beschreibung
Die Anlage besteht aus einer halbrunden, nach Norden geöffneten Tribüne mit vorgelagertem Graben und den Halbkreis des inzwischen weitgehend mit dichter Vegetation zugewachsenen Dorfplatzes des ehemaligen Spieldorfs der Freilichtbühne. Das Spieldorf erstreckte sich mit etlichen Bauten weitläufig nach Norden.

## Geschichte
Aus Anlass des 700. Jahrestages der Schlacht bei Altenesch verfasste der Oldenburger Autor August Hinrichs, der sich mit plattdeutschen Schwänken profiliert hatte, 1934 das Theaterstück, De Stedinge, das auf Veranlassung des Gauleiters Carl Röver auf der eigens dafür errichteten Freilichtbühne in Bookholzberg (Landkreis Oldenburg) zwischen 1935 und 1937 mehrfach aufgeführt wurde. Die Grundsteinlegung der „Weihestätte Stedingsehre“ fand am 19. Oktober 1934 im Beisein des Reichsleiters Alfred Rosenberg, des Reichsführers der SS, Heinrich Himmler, des Gauleiters Carl Röver und des Reichsamtsleiters Walter Stang, der die NS-Kulturgemeinde vertrat, statt.
Die Veranstaltungen auf der modernen Thingstätte, die von der NSDAP als „Oberammergau des Nordens“ bezeichnet wurde, sollten als „weltanschauliche und politische Kraftquelle aller Menschen im Raume Weser-Ems“ wirken. In Anlehnung an das Theaterstück, das damals von insgesamt 150.000 Besuchern gesehen wurde, erhielt das Freilichttheater den Beinamen Stedingsehre: Volksschauspiel. August Hinrichs überließ „die Rechte an seinem Stück, das Blut und Boden glorifiziert, der Stiftung Stedingsehre. Deren Fäden hält Reichsstatthalter Röver in der Hand“. Regie führte der seit 1932 am Landestheater Oldenburg als Oberspielleiter arbeitende Rudolf Sellner, der dort auch die Niederdeutsche Bühne betreute.
Die „Niederdeutsche Gedenkstätte Stedingsehre“ wurde 1937 vom Reichspropagandaminister Joseph Goebbels zur „Nordmark-Feierstätte“ geweiht. Hier fanden Massenkundgebungen der NSDAP statt, später sollte dort ein Schulungszentrum der Partei eingerichtet werden, dazu ist es jedoch nach Ausbruch des Krieges nicht mehr gekommen. Auf dem Gelände wurde 1939 in Anwesenheit von Alfred Rosenberg eine Sonnenwendfeier veranstaltet. In den 1970ern fanden dort z. T. noch Theateraufführungen für Kinder und Musikschauen statt.
Auf dem Theatergelände wurde für die Aufführungen ein festes kleines Dorf errichtet. 1943 zerstörte eine Fliegerbombe die Kirche.
Die restlichen Gebäude sind noch heute erhalten und beherbergen eine Einrichtung des Berufsförderungswerks Weser-Ems, das den unangemeldeten Zutritt Unbefugter zu dem Gelände verbietet. Überlegungen, das Freilichttheater zu reaktivieren, sind vor dem Hintergrund der geschichtlichen Ereignisse nicht realisiert worden. Die Anlage steht heute unter Denkmalschutz.